# لارامي (سيجارة)

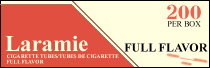
عبوة أنابيب سجائر لارامي

كانت لارامي (Laramie) علامة تجارية للسجائر موجودة في الولايات المتحدة منذ الثلاثينيات حتى الخمسينيات من القرن العشرين. في وقت لاحق، تم استخدام الاسم لصناعة مجموعة لف السجائر. حاليًا، لارامي هو اسم تجاري لأوراق السجائر وأكياس السجائر (أوراق لف السجائر مشكلة مسبقًا في شكل أنبوب، للاستخدام في أنظمة تحضير التبغ المنزلية) التي يتم تسويقها من قبل شركة HBI International.

## في الثقافة الشعبية
على الرغم من أنها توقفت عن الإنتاج منذ الخمسينيات، ظهرت سجائر لارامي في مسلسل "ذا سيمبسونز". في العرض، يكونون راعيين لمسابقة جمال الأطفال ولديهم شخصية رمزية تسمى "منثول موس"، التي يمكن رؤيتها في الاحتفالات في سبرينغفيلد. ظهرت لارامي أيضًا في مسلسل "ذا براكتيس" (الموسم الأول، الحلقة الرابعة)، خلال قصة حول دعوى تجارية تتعلق بالتبغ. في الحلقة 23 من الموسم الثاني لمسلسل "ذا إكس فايلز"، تم ذكر تبغ لارامي كمكان عمل سابق لشخص مفقود. كما تم استخدام اسم لارامي للسجائر في لعبة الرعب الخيال العلمي الكلاسيكية لعام 1999 "سيستم شوك 2"، ولكن تصميم العبوة كان مشابهًا لتلك المستخدمة في مارلبورو، وتشبه إلى حد كبير العبوة المستخدمة في مورلي من مسلسل "ذا إكس فايلز".

## انظر المزيد
- قائمة أوراق لف السجائر